# Малиновка (Шиловский район)
Малиновка — деревня в Шиловском районе Рязанской области в составе Лесновского городского поселения.

## Географическое положение
Деревня Малиновка расположена на Окско-Донской равнине на правом берегу реки Непложа в 24 км к юго-западу от пгт Шилово. Расстояние от поселка до районного центра Шилово по автодороге — 40 км.
К западу от деревни — урочище Липецкий (бывший населённый пункт), к юго-западу — большой лесной массив. Ближайшие населенные пункты — деревня Непложа и поселок Зелёный Бор.

## Население
По данным переписи населения 2023 г. в деревне Малиновка постоянно проживают 15 чел.

## Происхождение названия
По мнению А. В. Бабурина и А. А. Никольского, топоним носит типовой характер. Населенные пункты с названием Малиновка имеются в Кораблинском, Путятинском, Сараевском, Шиловском районах. Обычно подобное наименование дается или по местности, обильной малиной, или по речке, протекающей в такой местности и носящей имя Малиновка. Однако возможно и условное употребление названия в соответствии с существующим топонимическим стандартом.